# Knoxvilleveldtocht

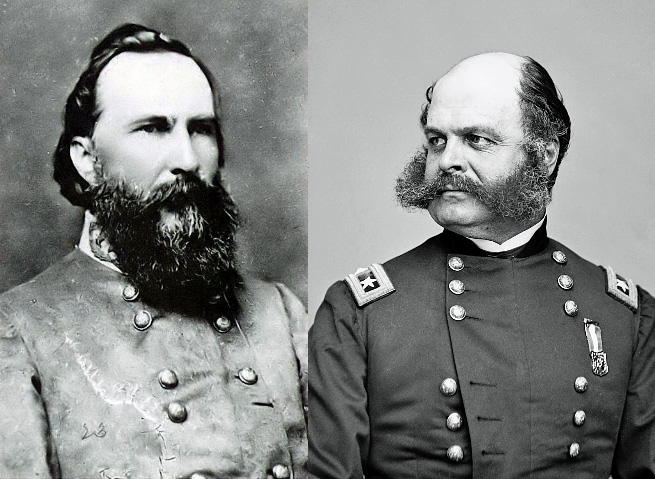
James Longstreet en Ambrose Burnside, de bevelhebbers tijdens de Knoxville-veldtocht.

De Knoxville-veldtocht vond plaats in de herfst van 1863 tijdens de Amerikaanse Burgeroorlog. Noordelijke strijdkrachten onder leiding van generaal-majoor Ambrose Burnside bezetten Knoxville, Tennessee. Zuidelijke eenheden die deel uitmaakten van het Army of Tennessee werden gedetacheerd en onder bevel geplaatst van luitenant-generaal James Longstreet. Hij kreeg de opdracht de eenheden van Burnside tegen te houden zodat deze de belegering van Chattanooga door generaal Braxton Bragg niet kon doorbreken. Uiteindelijke mislukte de Zuidelijke belegering van Knoxville toen generaal-majoor William T. Sherman Burnside te hulp schoot nadat hij de belegering van Chattanooga had doorbroken.

## Achtergrond en voorbereidingen
Het bergachtig oosten van Tennessee werd grotendeels gecontroleerd door de Noordelijken. Het was voor president Abraham Lincoln een belangrijk sleutel tot het behalen van de overwinning in het aanslepende conflict. De regio was dichtbevolkt, was rijk aan graan en vee en er liep een belangrijke spoorweg doorheen. In 1862 en 1863 was het gebied meermaals verloren gegaan en terug heroverd. Zo verloor Ambrose Burnside in december 1862 de Slag bij Fredericksburg. Hij werd overgeplaatst en in maart 1863 kreeg het bevel over het Departement of the Ohio. Daarna kreeg Burnside nieuwe orders. Hij zou in oprukken tegen Knoxville terwijl generaal-majoor William S. Rosecrans met zijn Army of the Cumberland zou oprukken tegen Bragg (zie Tullahoma-veldtocht en Chickamauga-veldtocht).
Burnsides origineel plan om met zijn twee korpsen (IX en XXIII Corps) op te rukken vanuit Cincinnati, Ohio werd uitgesteld toen het IX Corps generaal-majoor Ulysses S. Grant moest gaan versterken in de Vicksburg-veldtocht. Terwijl Burnside op de terugkeer van dit korps wachtte, stuurde hij een brigade onder leiding van brigadegeneraal William P. Sanders naar Knoxville. Sanders had het bevel gekregen om met zijn infanterie en cavalerie de stad in te nemen. In juni vernietigden Sanders’ soldaten de spoorwegen en communicatielijnen rond Knoxville. Deze stad stond onder bevel van generaal-majoor Simon B. Buckner.
Burnside kon uiteindelijk in de tweede helft van augustus vertrekken naar Knoxville. De rechtstreekse route naar de vijandelijke stad liep via de Cumberland Gap. Deze pas was in Zuidelijke handen. Burnside voerde een flankeerbeweging uit en bedreigde de pas vanuit noordelijke richting met een divisie onder leiding van kolonel John F. DeCourcy. De andere twee divisies marcheerden 64 km ten zuiden van de Zuidelijke stellingen over onherbergzaam gebied naar Knoxville. Ondanks slechte wegen rukten de soldaten ongeveer 48 km per dag op.
Toen de Chickamauga-veldtocht begon stuurde Buckner zijn troepen naar Chattanooga. Hij liet een brigade achter bij de Cumberland Gap en een brigade ten oosten van Knoxville. Generaal-majoor Sam Jones verving Buckner als bevelhebber van het Departement of East Tennessee. De voorhoede van Burnsides leger bereikte op 2 september Knoxville. Ze hadden weinig verzet ontmoet. De volgende dag bezette de hoofdmacht van Burnsides leger de stad. Ze werden warm ontvangen door de inwoners.
De Zuidelijke brigade die de Cumberland Gap bewaakte, bestond uit 2.300 onervaren soldaten onder leiding van brigadegeneraal John W. Frazer. Ze hadden een defensieve linie gebouwd maar wisten niet wat ze moesten doen toen Buckner zich had teruggetrokken. Op 7 september werd Frazer ingesloten door DeCourcy’s eenheden uit het noorden en brigadegeneraal James M. Shackelfords troepen uit het zuiden. Frazer weigerde om zich over te geven. Daarop legde Burnside met een infanteriebrigade onder leiding van kolonel Samuel A. Gilbert in 52 uren een afstand van 96 km af om de Cumberland Gap af te sluiten. Op 9 september gaf Frazer zich over.
Burnside stuurde na de Slag bij Cumberland Gap cavalerie naar Rosecrans ter versterking. Burnside zou ondertussen de wegen en passen van oostelijk Tennessee tot in Virginia vrijmaken en bezetten. Tijdens deze expeditie vond de Slag bij Chickamauga plaats. Ondanks verschillende dringende vragen om Rosecrans te versterken, stuurde Burnside geen extra troepen. Enerzijds wilde hij de pas bezette gebieden niet prijsgeven en anderzijds waren de terreinomstandigheden niet van dien aard om snel versterkingen naar Rosecrans te sturen.

## De veldslagen in september en oktober
Toen Burnside gevraagd werd om versterkingen naar Rosecrans te sturen vonden er twee kleinere veldslagen plaats.

### DeSlag bij Blountville(22 september1863)
Op 22 september 1863 vond er een confrontatie plaats tussen de cavalerie en artillerie onder leiding van de Noordelijke kolonel John W. Foster en de eenheden van kolonel James E. Carter bij Blountville, Tennessee. Om 12.00u viel Carter de stad aan. Zijn artillerie bombardeerde de stad zelf terwijl zijn cavalerie een flankeerbeweging uitvoerde en de stad omsingelde. De Zuidelijken gaven zich na een 4 uur durende strijd over.

### DeSlag bij Blue Springs10 oktober1863
De Zuidelijke brigadegeneraal John S. Williams kreeg de opdracht om met zijn cavalerie de Noordelijke communicatielijnen te verstoren. Hij diende ook Bull’s Gap op de East Tennessee & Virginia Railroad te veroveren. Terwijl hij op weg was naar de pas botste hij op 3 oktober op de Noordelijke cavaleriedivisie van brigadegeneraal Samuel P. Carter bij Bleu Springs. Carter trok zich terug omdat hij de sterkte van de vijand niet kon inschatten. De volgende dagen vonder er verschillende schermutselingen plaats. Op 10 oktober had Carter zijn troepen verzameld en viel hij de vijandelijke stellingen aan. Ook Williams had versterking ontvangen. De gevechten begonnen rond 10.00u toen de Noordelijke cavalerie de vijand aanviel. Een andere eenheid probeerde de vluchtroute van de Zuidelijken te blokkeren.
Kapitein Orlando M. Poe, hoofdingenieur, voerde een verkenning uit om de beste locatie te vinden voor een infanterie-aanval. Rond 15.30u stelde de 1st Division, IX Corps onder leiding van brigadegeneraal Edward Ferrero zich op. Rond 17.00u werd de aanval ingezet. Ze braken door de Zuidelijke linies en rukten bijna op tot in de vijandelijke achterhoede voor de aanval tot stilstand kwam. Na het invallen van de duisternis trokken de Zuidelijken zich terug. De Noordelijken zetten de volgende dag de achtervolging in. Williams trok zich volledig terug tot in Virginia. De Zuidelijke invloed in dit deel van Tennessee werd volledig vernietigd.

## Longstreet rukt op naar Knoxville

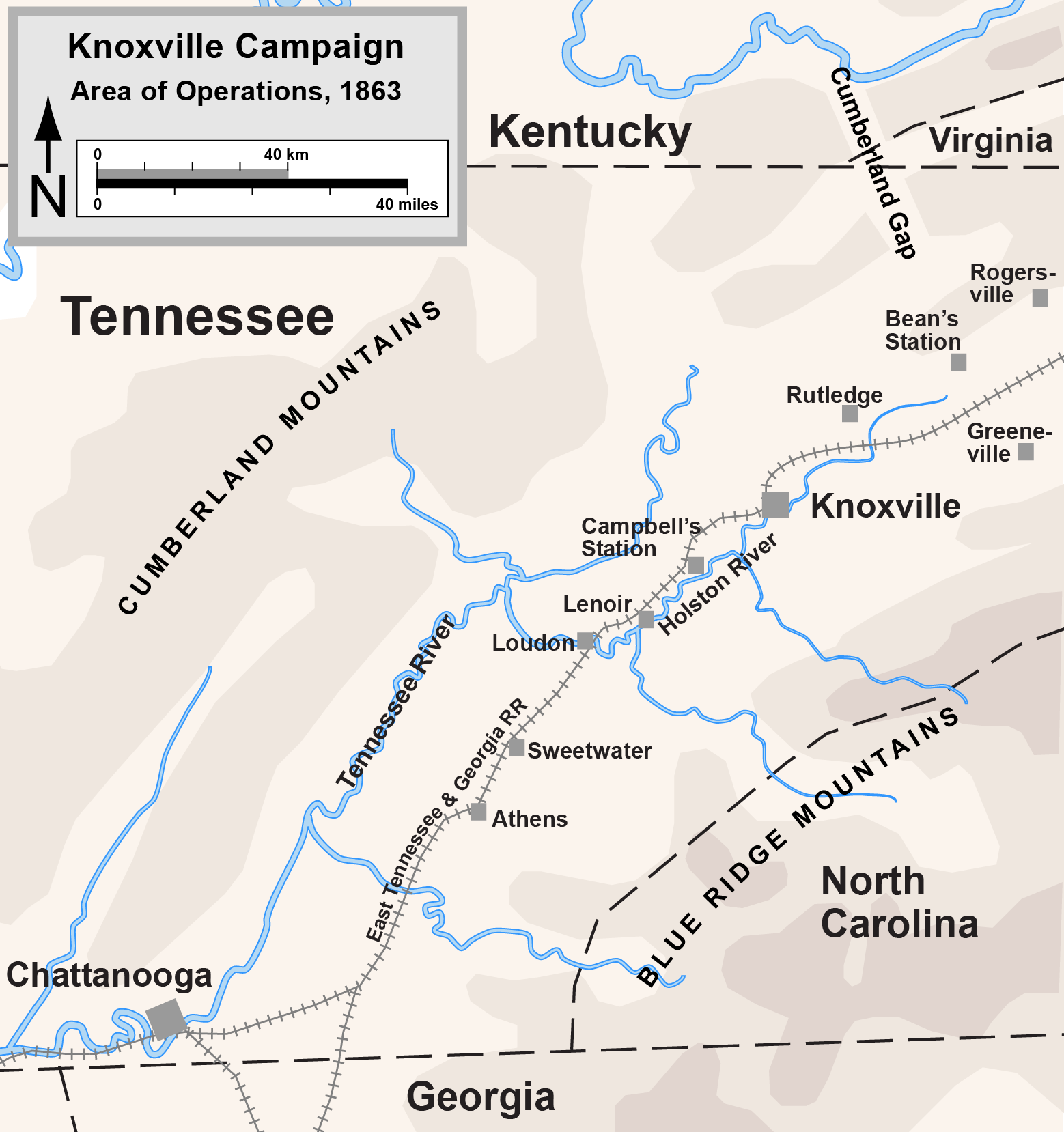
Overzicht van de Knoxville-veldtocht

De Noordelijke overwinningen bij Cumberland Gap en Blue Springs had de angst doen rijzen bij Braxton Bragg dat Burnside zijn overwinningen zou opvolgen door de belegerde Chattanooga te hulp te komen. Daarom vroeg Bragg toestemming aan president Jefferson Davis om James Longstreet te detacheren om de opmars van Burnside te stoppen. Longstreet en een deel van zijn First Corps van Robert E. Lees Army of Northern Virginia arriveerde net op tijd in Georgia om een doorslaggevende rol te spelen in de Noordelijke nederlaag in de Slag bij Chickamauga. Longstreet was niet gewonnen voor zijn nieuwe opdracht. Hij wist dat hij te weinig mannen had om het op te nemen tegen Burnside. Longstreet had het bevel over 10.000 soldaten ingedeeld in twee infanteriedivisies onder leiding van Lafayette McLaws en Micah Jenkins en 5.000 cavaleristen onder leiding van generaal-majoor Joseph Wheeler. Burnside kon 12.000 infanteristen en 8.500 cavaleristen in het veld brengen. Bovendien waren de legers van Grant en Sherman op weg om de belegering rond Chattanooga te breken. Een verdere versplintering van het Zuidelijke leger kon alleen maar nadelen hebben.
Terwijl de soldaten van Longstreet zich klaar maakten om via het spoor getransporteerd te worden vond er een kleine schermutseling plaats in Greeneville, Tennessee op 6 november. Generaal-majoor Robert Ransom, Jr. en brigadegeneraal William E. "Grumble" Jones verjoegen Noordelijke cavalerie en infanterie en namen veel vijanden krijgsgevangen
Longstreet had een plan opgemaakt waarbij de troepen via het spoor tot in Sweetwater, Tennessee zouden vervoerd worden. Dit lag ongeveer halfweg tussen zijn stellingen en Knoxville. De verplaatsing zelf kende vele problemen en tegenslagen. De treine arriveerden niet op tijd bij het startpunt. Daarom vertrokken de soldaten te voet. Toen de treinen uiteindelijke arriveerden, werden ze getrokken door de lichte locomotieven. Deze locomotieven zouden nooit over de verschillende bergachtige passages geraken. De soldaten moesten telkens uit de wagons stappen toen de trein steilere stukken moest overbruggen. Om de treinen van genoeg brandstof te voorzien, braken de soldaten langs de route alle houtconstructies uit. Het kostte Longstreet acht volle dagen om zijn soldaten en uitrusting 96 km verderop naar Sweetwater te krijgen. Toen ze op 12 november ter plaatse geraakten, waren er te weinig voorraden voorzien om de manschappen te voeden.
Lincoln werd meer en meer bevreesd om de stellingen van Burnside. Ondanks verschillende vragen om Knoxville te verlaten in Zuidelijke richting, drong hij er nu op bij Burnside op aan om Knoxville te verdedigen. Terwijl Grant de nodige troepen bijeenbracht om Chattanooga te bevrijden, stelde Burnside voor om met 5.000 van zijn troepen contact te maken met Longstreet en zich daarna al vechtend terug te trekken in de richting van Knoxville. Zo werd Longstreet vastgepind en kon hij niet gemakkelijk Bragg versterken. Grant steunde dit plan volledig. Op 14 november sloeg Longstreet een brug over de Tennessee en begon aan zijn achtervolging van Burnside.
Op 15 november naderde Wheelers cavalerie Knoxville. Ze probeerden de heuvels rond de stad in handen te krijgen. De Noordelijke cavalerie en de kanonnen in de forten van Knoxville verijdelden dit plan. Wheeler werd gedwongen om zich opnieuw bij de hoofdmacht van Longstreets leger te voegen.

## De veldslagen in november en december

### DeSlag bij Campbell's Station(16 november1863)
Terwijl ze parallelle marsroutes volgden, probeerden zowel Longstreet als Burnside als eerste in Campbell's Station te geraakten. Daar lag een strategisch kruispunt die aansluiting bood op de weg naar Knoxville. Burnside hoopte via dit kruispunt de weg verder te volgen tot in Knoxville. Longstreet hoopte om Burnside daar te stoppen. Na een geforceerde mars op een regenachtige 16 november bereikte Burnside als eerste het kruispunt. Daar stelde hij zijn soldaten op. De hoofdcolonne arriveerde rond de middag. De bagagetrein volgde niet veel later. Slechts 15 minuten later arriveerde de voorhoede van Longstreets marscolonne. Longstreet opende de aanval en probeerde de Noordelijken in te sluiten met een tangbeweging. McLaws aanval was zo krachtig dat de Noordelijke rechterflank zich moest hergroeperen. Toch werd hun linie niet doorbroken. Jenkins divisies slaagden er niet in de Noordelijke linkerflank te keren. Burnside liet zijn divisies 1,2 km terugtrekken naar een sterkere defensieve positie op een heuvel. Dit werd zonder problemen uitgevoerd. De Zuidelijken staakten hun aanval en Burnside kon zich stelselmatig terugtrekken naar Knoxville.
Op 17 november was het grootste deel van Burnsides leger binnen de verdedigingsgordel rond Knoxville geraakt. Toen de Zuidelijken voor de stad verschenen, waren ze er niet op voorzien om Knoxville langdurig te belegeren. Op 18 november sneuvelde William Sanders in een schermutseling. Sanders was de bevelhebber van de Noordelijke cavalerie die de terugtocht van Burnside dekte. Longstreet plande reeds een aanval voor 20 november. Hij stelde echter de aanval uit om op de versterkingen van brigadegeneraal Bushrod Johnson (3.500 soldaten) en de cavalerie van Grumble Jones te wachten.

### DeSlag om Fort Sanders(29 november1863)
Verkenners meldden aan Longstreet dat de enige zwakke plek in de Noordelijke defensie bij Fort Sanders lag. Dit fort was vernoemd naar de gesneuvelde William Sanders en lag op dominante heuvel ten noordwesten van de stad. Longstreet hoopte om het fort bij dageraad te bestormen met een aanvalsmacht die hij ongezien dicht bij de muren kon brengen. Na een kort artilleriebarrage op het fort vielen drie Zuidelijke brigades aan. De aanval stokte reeds in de buitenste gracht. Deze gracht was 3,5 meter breed en 3 m diep. De aanval duurde twintig minuten. De Zuidelijken verloren 813 soldaten tegenover 13 Noordelijken.
Terwijl Longstreet zijn volgende stap overwoog, ontving hij het bericht dat Braggs leger verslagen was in de Derde slag bij Chattanooga op 25 november. Longstreet kreeg het bevel om opnieuw aansluiting te zoeken bij Bragg. Longstreet vond dit bevel onwerkbaar en verwittigde Bragg dat hij zo lang als mogelijk Knoxville zou belegeren om het Burnside en Grant moeilijk te maken. Daarna zou hij zich terugtrekken naar Virginia. Dit plan wierp vruchten af. Grant stuurde Sherman en 25.000 soldaten naar Knoxville om het beleg te doorbreken. Op 4 december trok Longstreet zich terug naar Rogersville, Tennessee waar hij zou overwinteren. Sherman liet generaal-majoor Gordon Granger achter bij Knoxville en keerde met de rest van zijn leger terug naar Chattanooga. Generaal-majoor John G. Parke, de chef-staf van Burnside, achtervolgde de Zuidelijken met 8.000 infanteristen en 4.000 cavaleristen. Ondertussen bereikte Longstreet Rutledge, Tennessee op 6 december en Rogersville op 9 december. Parke detacheerde Shackleford om de positie van Longstreet te achterhalen.

### DeSlag bij Bean's Station(14 december1863)
Op 13 december arriveerde Shackelford bij Bean's Station op de Holston River. Uit tactische overwegingen besliste Longstreet om op zijn stappen terug te keren en Bean’s Station te veroveren. Drie Zuidelijke colonnes ondersteund door artillerie rukten op naar Bean's Station. Op 14 december om 02.00u raakte een colonne slaags met Noordelijke voorposten. De Noordelijken hielden met veel moeite stand. Shackelford werd gewaarschuwd. Hij stelde zijn strijdmacht op om een tegenaanval uit te voeren. De Zuidelijke flankaanvallen en stormlopen volgden elkaar op doorheen de dag. De Noordelijke slaglinie hield stand tot er Zuidelijke versterkingen aangevoerd werden. Na het invallen van de duisternis trokken de Noordelijken zich terug via Bean's Gap en Blain's Cross Roads. Toen Longstreet de volgende dag de Noordelijken aanviel bij Blain's Cross Roads waren de Noordelijke stellingen te sterk om te veroveren. Longstreet trok zich terug. Ook de Noordelijken verlieten het gebied.

## Gevolgen
De veldtocht eindigde met de Slag bij Bean's Station. Beide opponenten sloegen hun winterkwartieren op. Het enige gevolg van deze kleine en korte veldtocht was dat Bragg minder troepen tot zijn beschikking had bij Chattanooga. Longstreets onafhankelijk commando was allesbehalve een succes te noemen. Zijn zelfvertrouwen had ernstige schade opgelopen. Hij reageerde op zijn falen door anderen de schuld te geven zoals hij na de Slag bij Seven Pines in de Schiereiland-veldtocht had gedaan. Longstreet verving Lafayette McLaws en sleepte brigadegeneraal Jerome B. Robertson en Evander M. Law voor de krijgsraad. Hijzelf stuurde een ontslagbrief naar generaal Samuel Cooper op 30 december 1863. Dit verzoek werd afgewezen.
De manier waarop Burnside deze veldtocht geleid had, herstelde zijn militaire reputatie. Het behouden van Knoxville en de succesvolle veldtocht van Grant tegen Chattanooga bracht het grootste deel van oostelijk Tennessee onder Noordelijke controle voor de rest van de oorlog.

## Aanbevolen literatuur
- Korn, Jerry, and the Editors of Time-Life Books. The Fight for Chattanooga: Chickamauga to Missionary Ridge. Alexandria, VA: Time-Life Books, 1985. ISBN 0-8094-4816-5.